# Wieża widokowa w Stryszawie
Wieża widokowa w Stryszawie – wieża widokowa zlokalizowana w Stryszawie, na terenie kompleksu hotelowego „Beskidzki Raj”. Pozwala obserwować liczne pasma górskie: Beskid Żywiecki (Pasmo Policy, Pasmo Babiogórskie, Pasmo Jałowieckie) Gorce, Beskid Makowski, Beskid Śląski, Beskid Mały, jak również Wyżynę Olkuską.

## Opis
Stalowa wieża o wysokości 25 m, lekko zwężającą się ku górze. Na poziomie ziemi obudowana ścianami, tworzącymi przestrzeń do organizacji różnego rodzaju imprez. Wejście jest odpłatne i odbywa się przez bramkę pobierającą pieniądze. Posiada 6 platform. Schody i balustrady wykończone zostały drewnem. Na ostatniej platformie umieszczono tablice prezentujące widoczne z wieży pasma górskie.
Powyżej 6 poziomu znajduje się zamknięte pomieszczenie z balkonem, pod dwuspadowym dachem. 

## Galeria

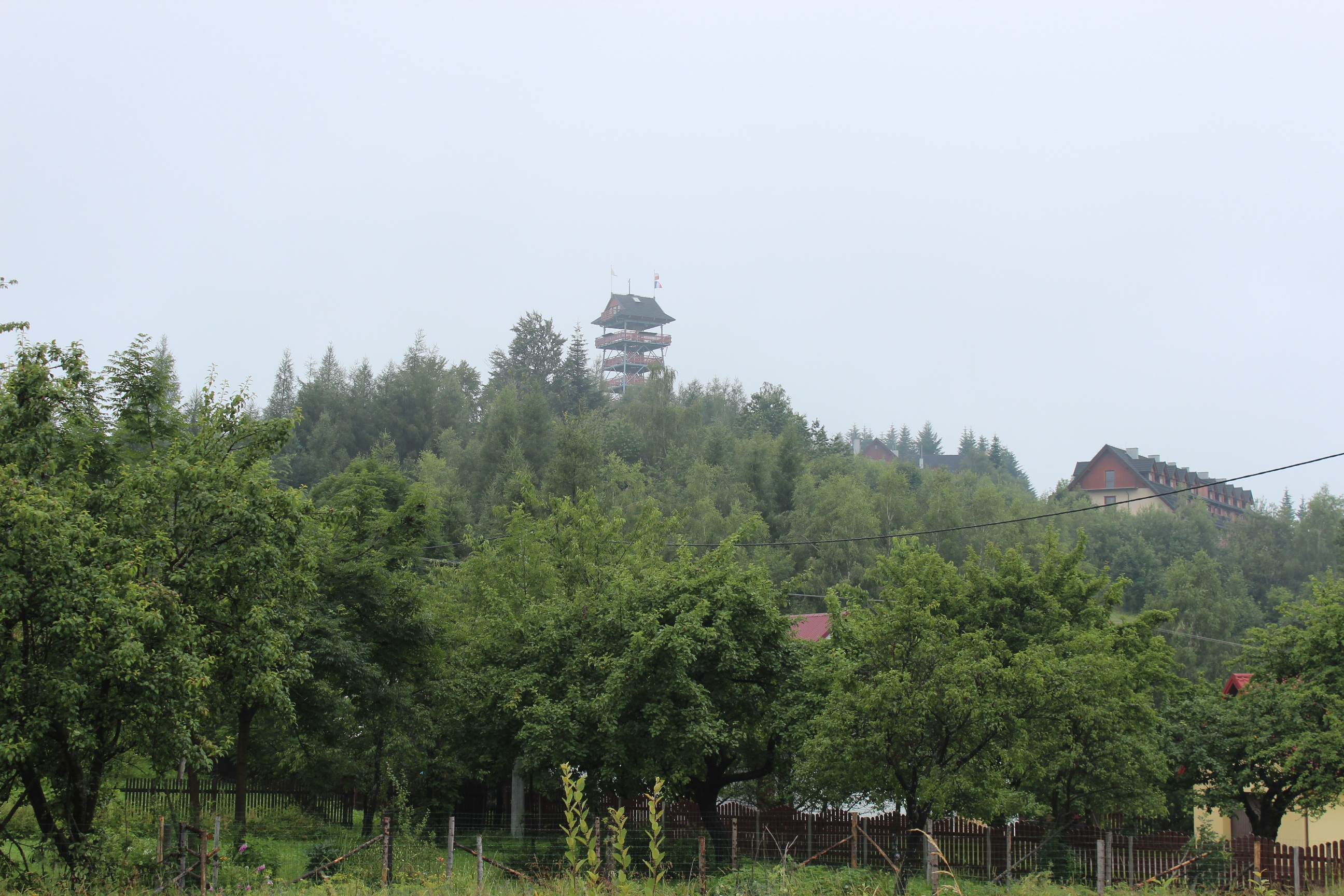
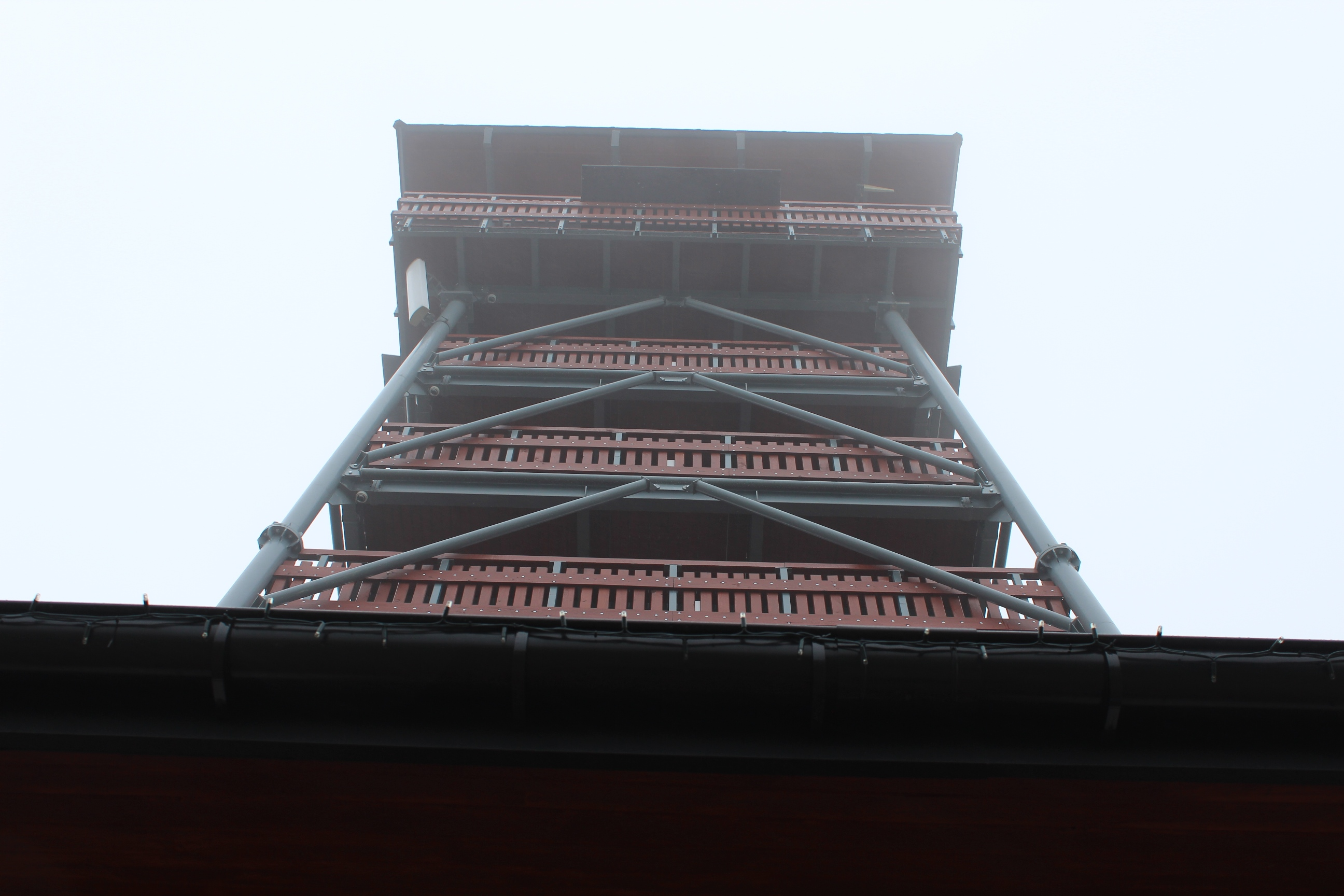
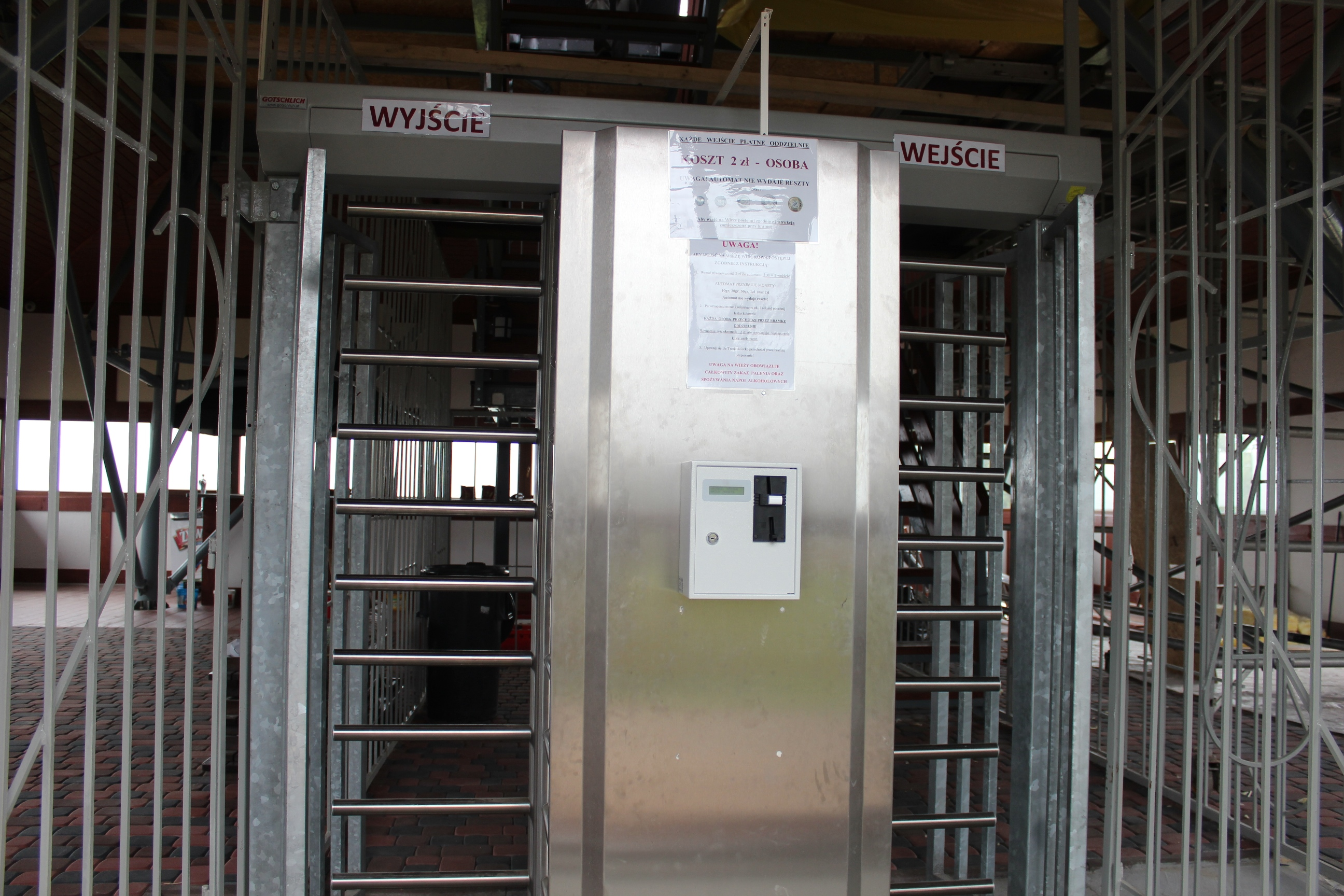
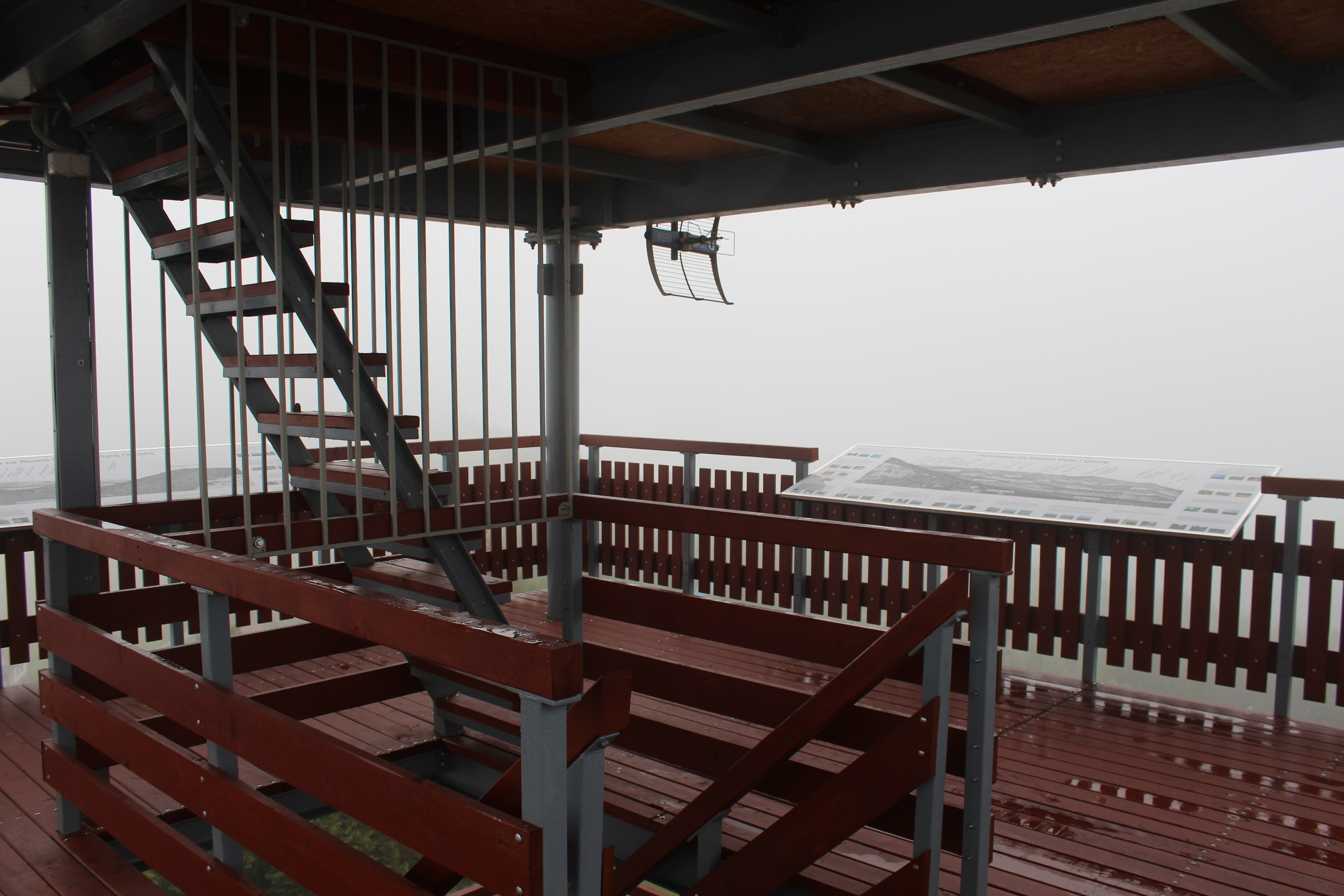
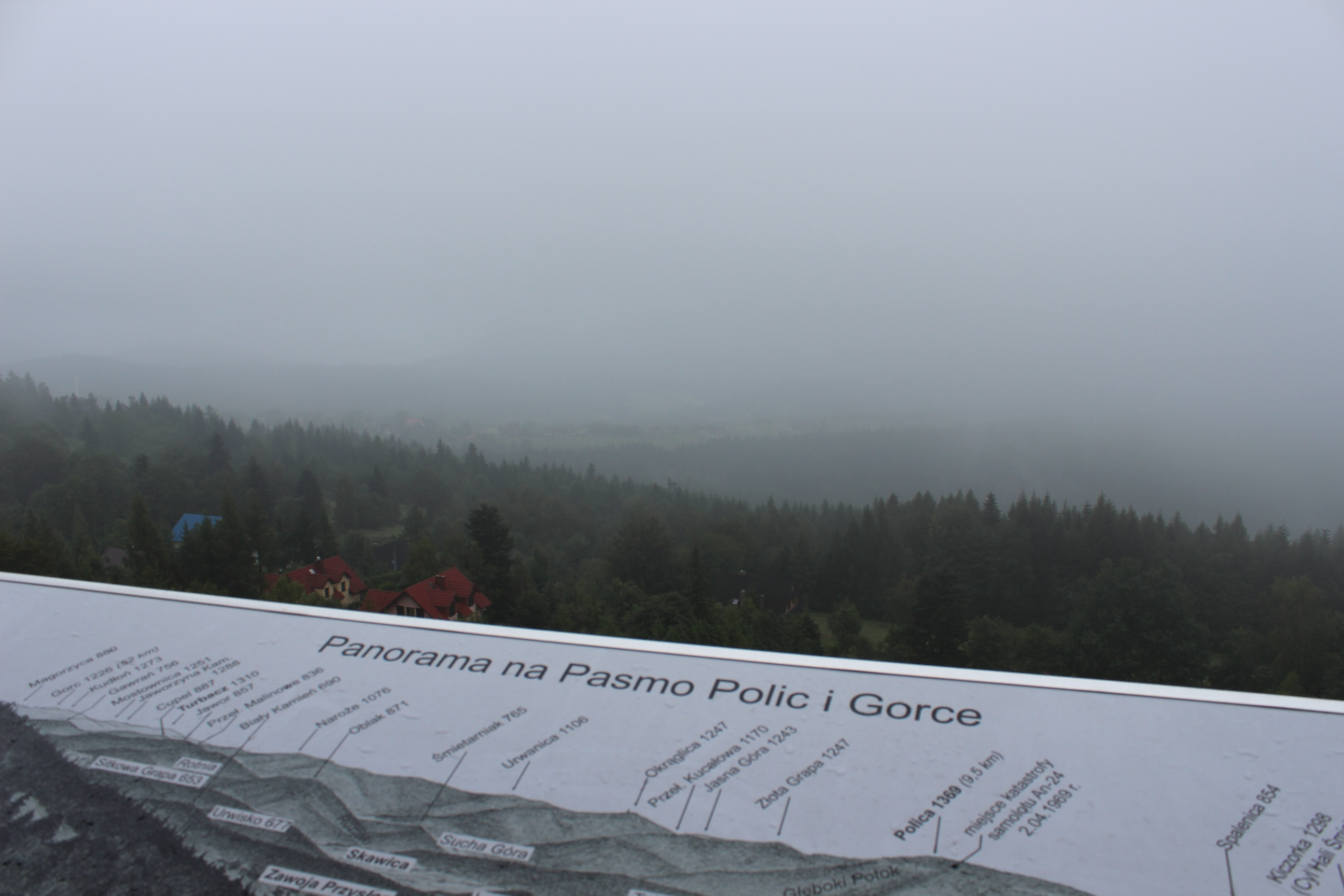
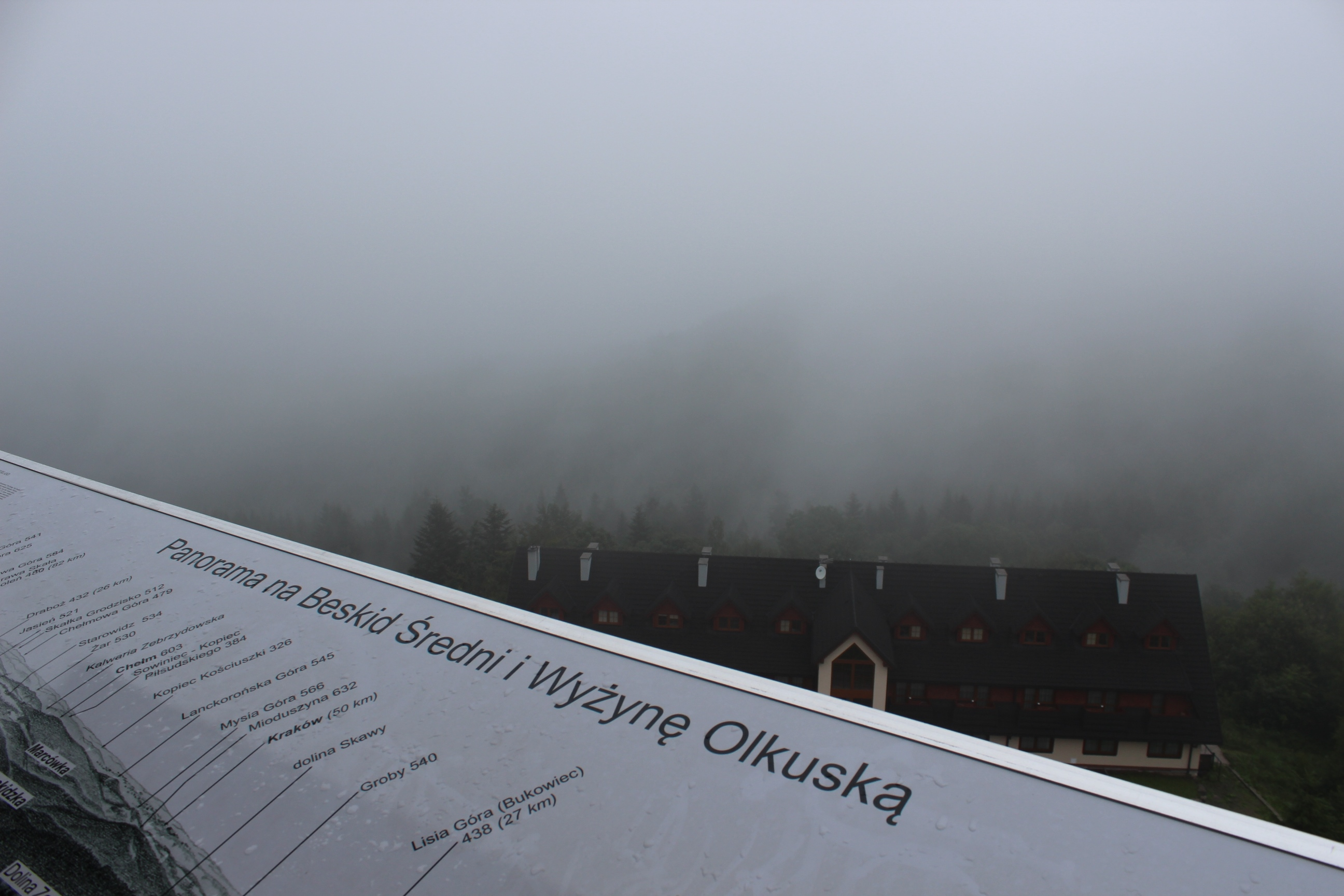
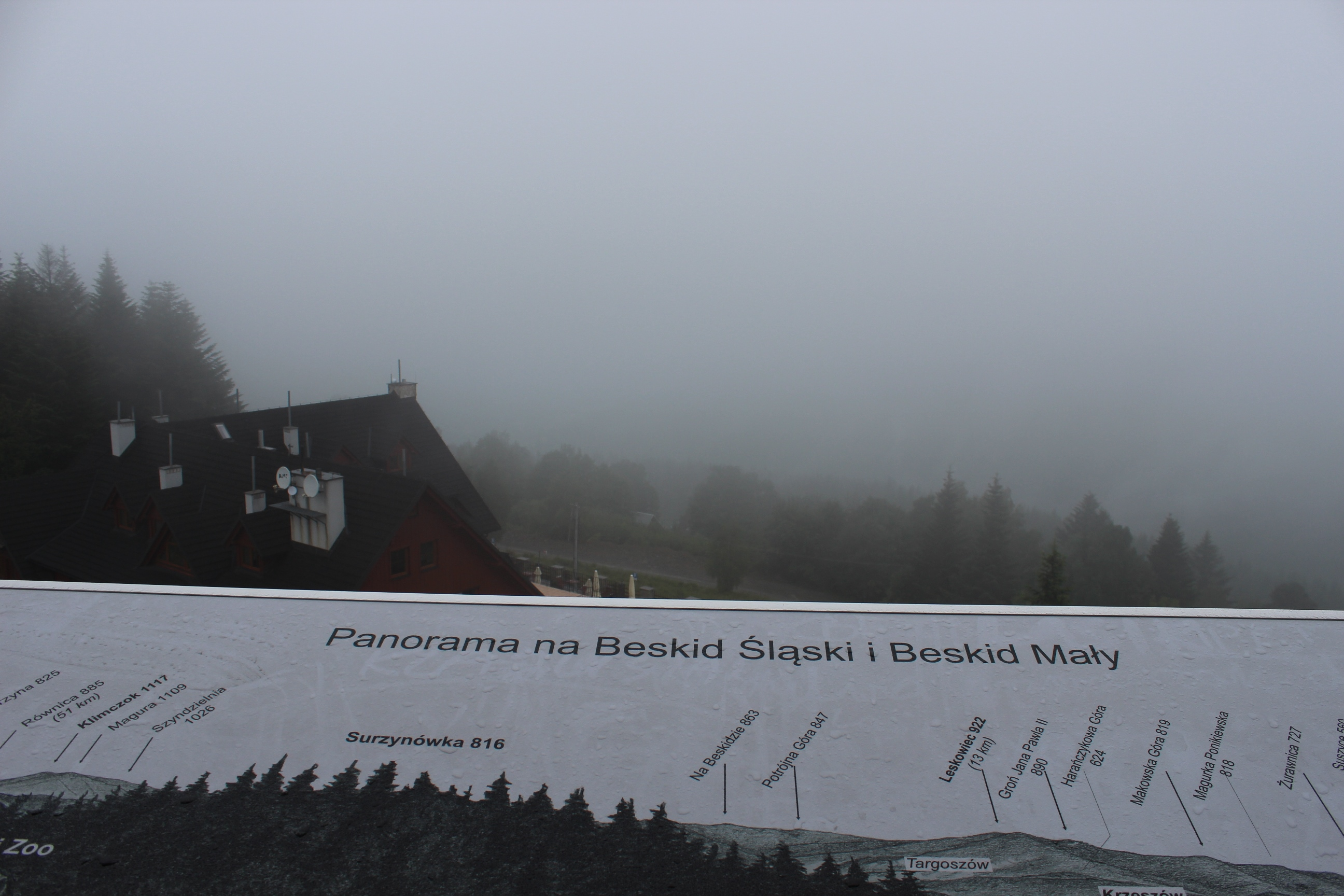
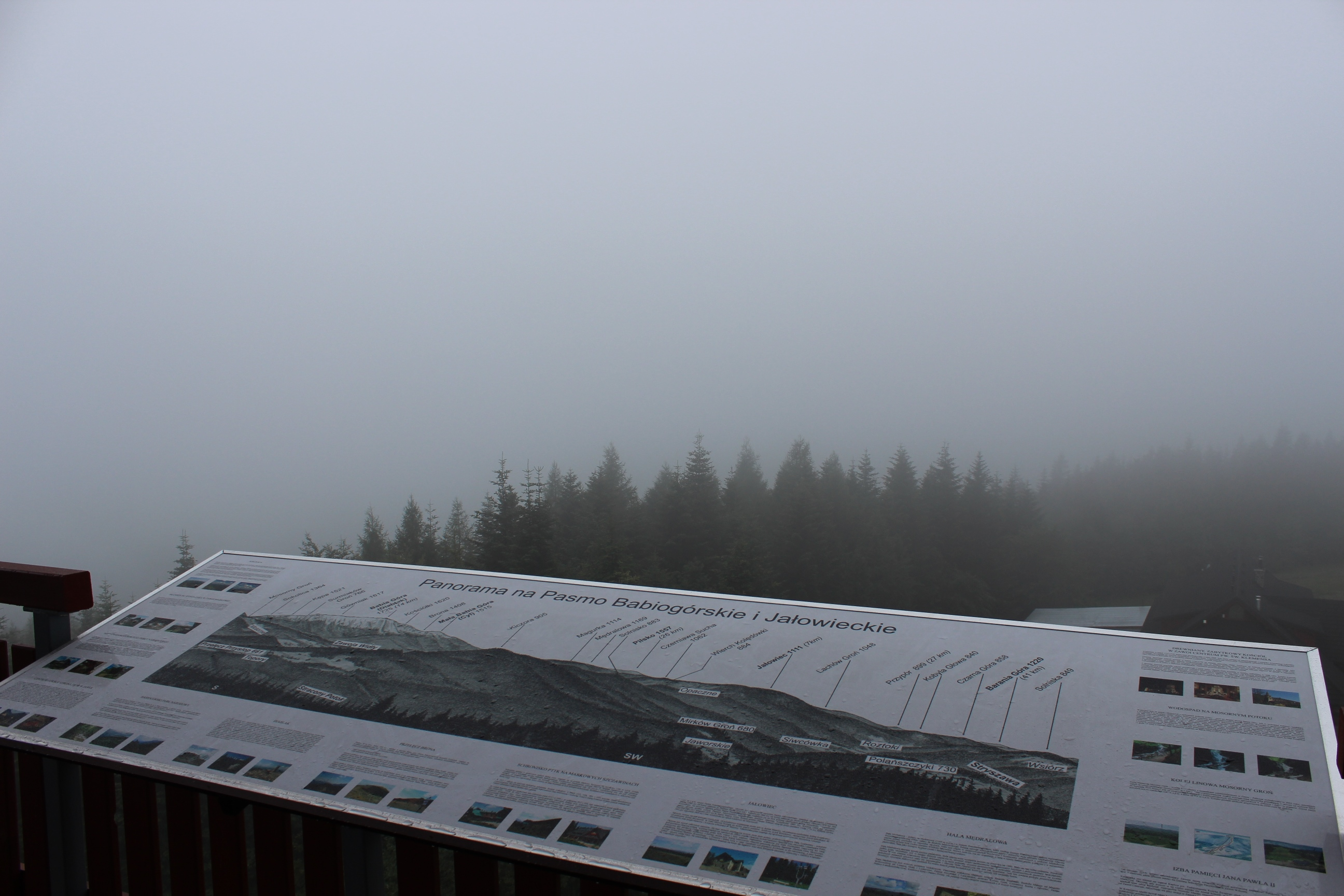